# Hypodrassodes
Genre
Hypodrassodes est un genre d'araignées aranéomorphes de la famille des Gnaphosidae.

## Distribution
Les espèces de ce genre se rencontrent en Nouvelle-Zélande, en Nouvelle-Calédonie et à l'île Lord Howe.

## Liste des espèces
Selon World Spider Catalog (version 17.5, 05/11/2016) :
- Hypodrassodes apicus Forster, 1979
- Hypodrassodes asbolodes (Rainbow & Pulleine, 1920)
- Hypodrassodes canacus Berland, 1924
- Hypodrassodes cockerelli Berland, 1932
- Hypodrassodes courti Forster, 1979
- Hypodrassodes crassus Forster, 1979
- Hypodrassodes dalmasi Forster, 1979
- Hypodrassodes ignambensis Berland, 1924
- Hypodrassodes insulanus Forster, 1979
- Hypodrassodes isopus Forster, 1979
- Hypodrassodes maoricus (Dalmas, 1917)

## Publication originale
- Dalmas, 1919 : Catalogue des araignées du genre Leptodrassus (Gnaphosidae) d'après les matériaux de la collection E. Simon au Muséum d'Histoire naturelle. Bulletin du Muséum d'Histoire Naturelle, Paris, vol. 1919, p. 243-250 (texte intégral).